# ザモシチ
ザモシチ（ポーランド語: Zamość [ˈzamɔɕt͡ɕ] ( 音声ファイル) ザーモシチ）はポーランド南東部・ルブリン県の、郡と同格の都市である。郡都ルブリンから90km、ワルシャワから247kmで、ウクライナ国境まで60kmである。市街地から約20km離れた場所にロストチェ国民公園が位置する。
「ザモシチ旧市街」は、1992年にユネスコの世界遺産に登録された。

## 歴史
ザモシチは、1580年に、ポーランド・リトアニア共和国を構成するポーランド王国の宰相（大法官）にして、陸軍の最高司令官でもあったヤン・ザモイスキが建設した町である。西ヨーロッパ・北ヨーロッパと黒海を結ぶ結節点にあり、ヨーロッパ各地にバロック建築が流行し始めた時代に、イタリア・パドゥア出身の建築家であるベルナルド・モランドが建築を指示した後期ルネサンス建築が完璧な姿で残っている。ザモシチは、町自体が大砲が使われ始めた時代を背景に、函館市の五稜郭に似た死角のない要塞都市でもあった。
2010年当時のザモシチ市長マルチン・ザモイスキ（1947年生まれ）は旧マグナート（大貴族）の出身で、その父ヤン・トマツ・ザモイスキはザモシチ最後の第16代オルディナト（大領主）、第二次世界大戦時はポーランド国内軍の戦士でポーランド民主化後はセナト（上院）議員を務めた名士である。ザモイスキ家の初代は前出の16世紀ポーランドの名宰相かつ大将軍であった。マルチンはその直系子孫、中東欧で最も高貴な家の一つのザモイスキ本家の当主の長男という生まれでありながら、ワルシャワ大学とルブリンのカトリック大学で学位を取得したのち、カナダに渡ると一般の出稼ぎ労働者に混じって運転手として働き、その後はワルシャワに戻るとポーランド通信社の報道撮影監督と大道具係を18年間務めたという風変わりな経歴を持つ。1990年から1992年にかけてと、2002年より2014年までの2度にわたり市長職に就いている。無所属であるが、国政与党の市民プラットフォームより推薦を受けていた。氏はポーランド共和国全国世界遺産連合会の会長でもあった。

## 世界遺産

### 登録基準
この世界遺産は世界遺産登録基準のうち、以下の条件を満たし、登録された（以下の基準は世界遺産センター公表の登録基準からの翻訳、引用である）。
- (4) 人類の歴史上重要な時代を例証する建築様式、建築物群、技術の集積または景観の優れた例。

ユネスコの説明によると、同年12月7日から14日にかけて第16回世界遺産委員会通常会合がアメリカ・ニューメキシコ州サンタフェ市で開催され、次のように決定した。 
中央ヨーロッパのザモシチ市はイタリアで博学者レオン・バッティスタ・アルベルティが提唱した、「理想都市」の構想に基づく特徴あるルネッサンス期の都市であり、依頼主のヤン・ザモイスキの理解と、委嘱されたイタリアの建築家ベルナルド・モランドの力量という完璧な組み合わせで結実した「計画都市」である。ルネサンスの思想に忠実にしたがい、居住空間と城砦という2つの側面を融合させた点で傑出している。均質な様式の、建築と景観の両面で高い価値を備えた都市が成立した。芸術的な建築が生まれ、地域の創造性を高めたことこそ、偉大な建築がもたらした真の資産である。

## 気候
| ザモシチ (1991–2020)の気候          | ザモシチ (1991–2020)の気候 | ザモシチ (1991–2020)の気候 | ザモシチ (1991–2020)の気候 | ザモシチ (1991–2020)の気候 | ザモシチ (1991–2020)の気候 | ザモシチ (1991–2020)の気候 | ザモシチ (1991–2020)の気候 | ザモシチ (1991–2020)の気候 | ザモシチ (1991–2020)の気候 | ザモシチ (1991–2020)の気候 | ザモシチ (1991–2020)の気候 | ザモシチ (1991–2020)の気候 | ザモシチ (1991–2020)の気候 |
| 月                                  | 1月                        | 2月                        | 3月                        | 4月                        | 5月                        | 6月                        | 7月                        | 8月                        | 9月                        | 10月                       | 11月                       | 12月                       | 年                         |
| ----------------------------------- | -------------------------- | -------------------------- | -------------------------- | -------------------------- | -------------------------- | -------------------------- | -------------------------- | -------------------------- | -------------------------- | -------------------------- | -------------------------- | -------------------------- | -------------------------- |
| 最高気温記録 °C （°F）              | 13.6 (56.5)                | 17.6 (63.7)                | 23.3 (73.9)                | 28.3 (82.9)                | 31.8 (89.2)                | 35.4 (95.7)                | 35.7 (96.3)                | 35.7 (96.3)                | 31.2 (88.2)                | 25.6 (78.1)                | 20.4 (68.7)                | 17.2 (63)                  | 35.7 (96.3)                |
| 平均最高気温 °C （°F）              | 0.5 (32.9)                 | 2.7 (36.9)                 | 7.0 (44.6)                 | 14.2 (57.6)                | 19.3 (66.7)                | 23.3 (73.9)                | 24.5 (76.1)                | 24.6 (76.3)                | 19.0 (66.2)                | 12.6 (54.7)                | 5.8 (42.4)                 | 1.7 (35.1)                 | 12.93 (55.28)              |
| 日平均気温 °C （°F）                | −2.2 (28)                  | −0.5 (31.1)                | 2.6 (36.7)                 | 8.6 (47.5)                 | 13.4 (56.1)                | 17.4 (63.3)                | 18.5 (65.3)                | 18.3 (64.9)                | 13.6 (56.5)                | 8.2 (46.8)                 | 2.7 (36.9)                 | −0.7 (30.7)                | 8.32 (46.98)               |
| 平均最低気温 °C （°F）              | −5.2 (22.6)                | −3.5 (25.7)                | −1.4 (29.5)                | 3.1 (37.6)                 | 7.5 (45.5)                 | 11.4 (52.5)                | 12.7 (54.9)                | 12.3 (54.1)                | 8.9 (48)                   | 4.4 (39.9)                 | −0.1 (31.8)                | −3.2 (26.2)                | 3.91 (39.03)               |
| 最低気温記録 °C （°F）              | −31.6 (−24.9)              | −34.4 (−29.9)              | −27.9 (−18.2)              | −7.8 (18)                  | −3.9 (25)                  | −1.0 (30.2)                | 4.5 (40.1)                 | 0.5 (32.9)                 | −6.0 (21.2)                | −9.6 (14.7)                | −25.4 (−13.7)              | −27.0 (−16.6)              | −34.4 (−29.9)              |
| 降水量 mm （inch）                  | 20.9 (0.823)               | 28.8 (1.134)               | 32.4 (1.276)               | 47.0 (1.85)                | 73.1 (2.878)               | 63.7 (2.508)               | 87.9 (3.461)               | 49.1 (1.933)               | 74.3 (2.925)               | 53.7 (2.114)               | 32.0 (1.26)                | 30.7 (1.209)               | 593.6 (23.371)             |
| 降雪量 cm （inch）                  | 135.8 (53.46)              | 170.5 (67.13)              | 120.7 (47.52)              | 14.1 (5.55)                | 0 (0)                      | 0 (0)                      | 0 (0)                      | 0 (0)                      | 0 (0)                      | 0.4 (0.16)                 | 61.7 (24.29)               | 95.3 (37.52)               | 598.5 (235.63)             |
| 平均降雨日数                        | 6.1                        | 7.1                        | 7.9                        | 7.5                        | 9.6                        | 7.9                        | 9.9                        | 7.8                        | 8.1                        | 7.9                        | 7.3                        | 7.3                        | 94.4                       |
| 平均降雪日数                        | 14.7                       | 12.7                       | 6.6                        | 1.7                        | 0                          | 0                          | 0                          | 0                          | 0                          | 0.3                        | 6.8                        | 12.9                       | 55.7                       |
| % 湿度                              | 85.2                       | 82.4                       | 76.5                       | 70.8                       | 73.6                       | 74.4                       | 74.4                       | 75.0                       | 80.4                       | 83.0                       | 86.3                       | 86.5                       | 79.04                      |
| 平均月間日照時間                    | 48.9                       | 67.1                       | 124.1                      | 177.8                      | 231.4                      | 237.3                      | 251.7                      | 240.7                      | 163.5                      | 117.3                      | 55.4                       | 38.6                       | 1,753.8                    |
| 出典：Promedios y totales mensuales |                            |                            |                            |                            |                            |                            |                            |                            |                            |                            |                            |                            |                            |

## 建築

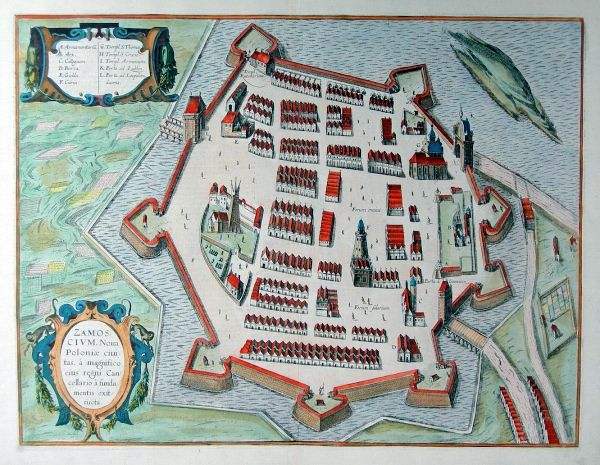
中世のザモシチの俯瞰図
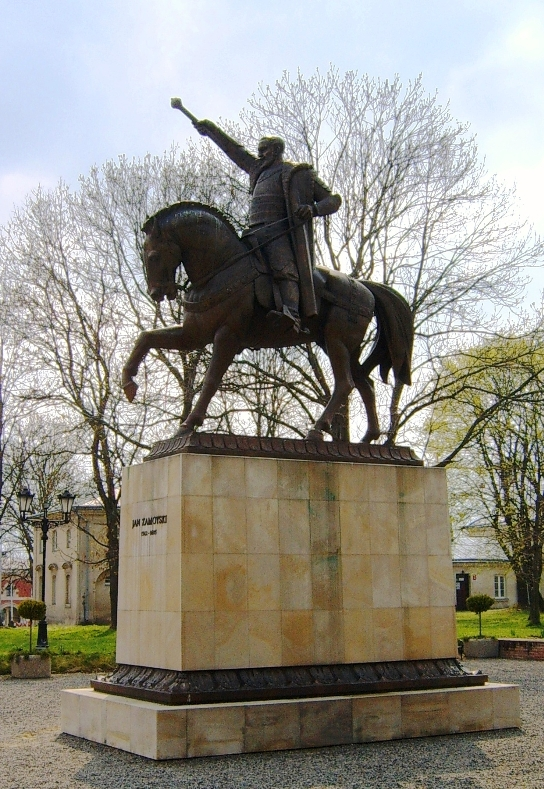
ヤン・ザモイスキの銅像
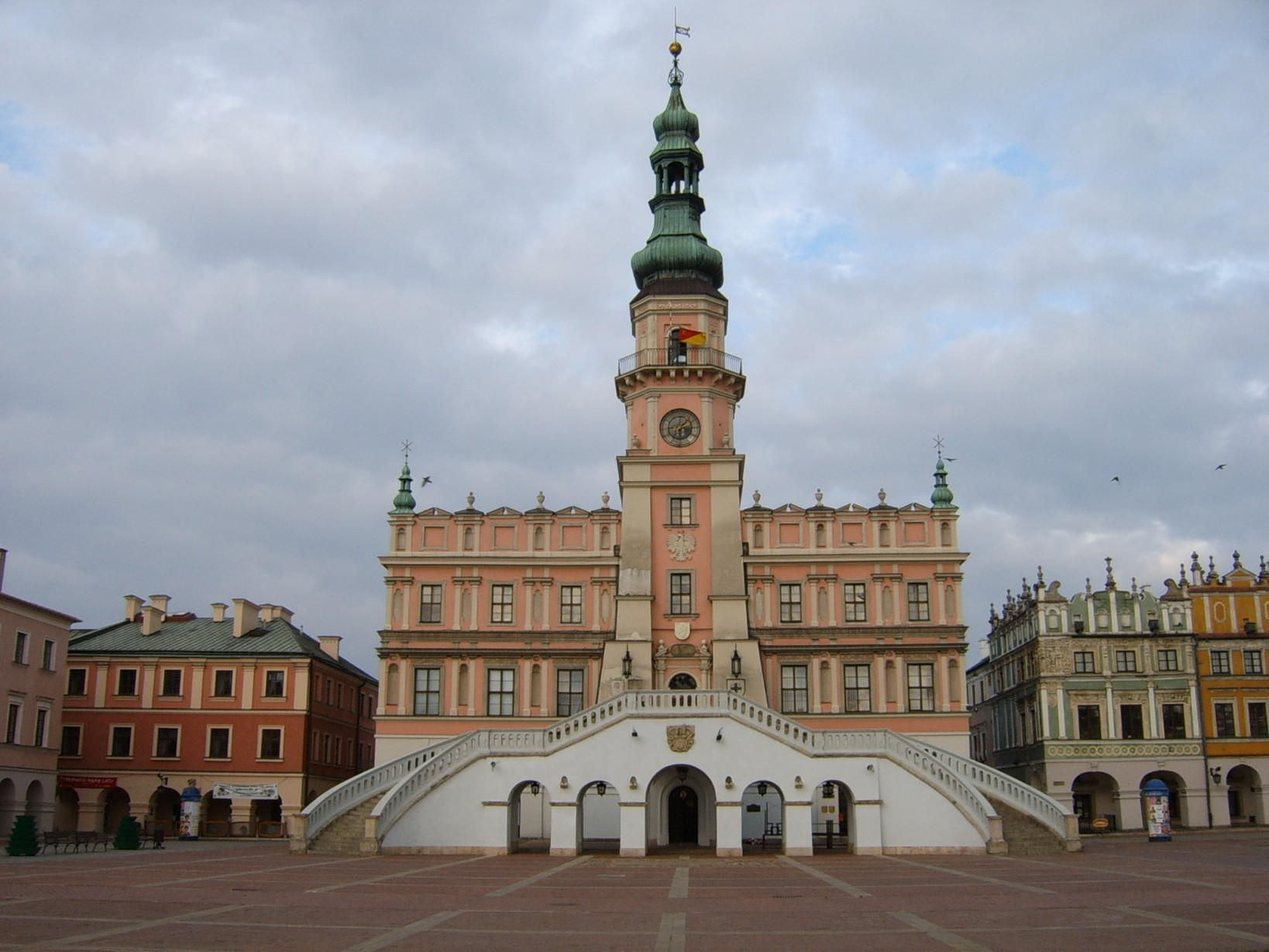
ザモシチ市庁舎
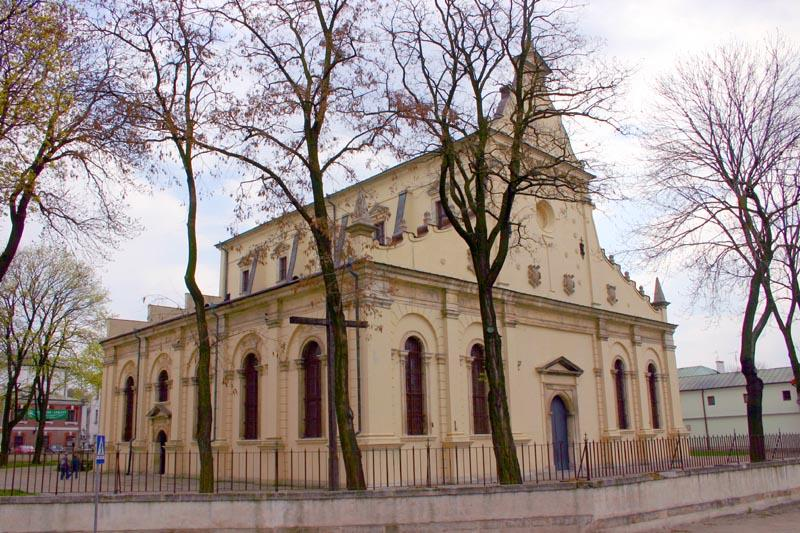
ザモシチの大聖堂
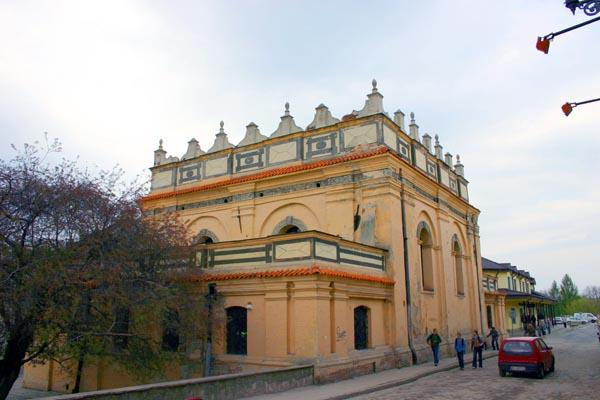
ザモシチのシナゴーグ
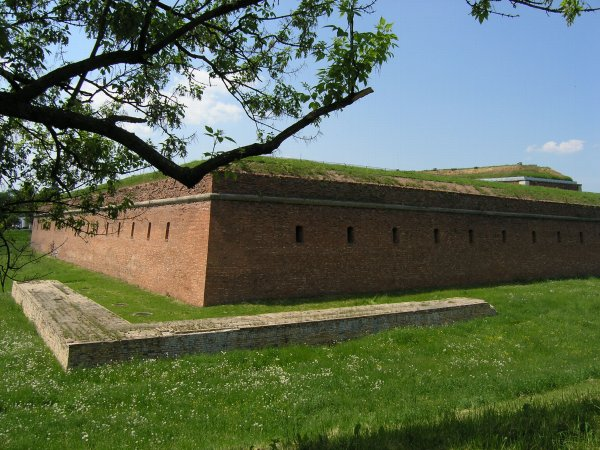
「要塞都市」ザモシチの城壁

## 地理

### 気候
ケッペンの気候区分では最暖月が22℃以上の「湿潤大陸性気候」(Dfb) に属する。
| ポーランド、ゼモシチの気候 | ポーランド、ゼモシチの気候 | ポーランド、ゼモシチの気候 | ポーランド、ゼモシチの気候 | ポーランド、ゼモシチの気候 | ポーランド、ゼモシチの気候 | ポーランド、ゼモシチの気候 | ポーランド、ゼモシチの気候 | ポーランド、ゼモシチの気候 | ポーランド、ゼモシチの気候 | ポーランド、ゼモシチの気候 | ポーランド、ゼモシチの気候 | ポーランド、ゼモシチの気候 | ポーランド、ゼモシチの気候 |
| 月                         | 1月                        | 2月                        | 3月                        | 4月                        | 5月                        | 6月                        | 7月                        | 8月                        | 9月                        | 10月                       | 11月                       | 12月                       | 年                         |
| -------------------------- | -------------------------- | -------------------------- | -------------------------- | -------------------------- | -------------------------- | -------------------------- | -------------------------- | -------------------------- | -------------------------- | -------------------------- | -------------------------- | -------------------------- | -------------------------- |
| 平均最高気温 °C （°F）     | −1 (31)                    | 0 (32)                     | 6 (43)                     | 12 (53)                    | 18 (64)                    | 21 (69)                    | 22 (71)                    | 22 (71)                    | 18 (64)                    | 12 (53)                    | 5 (41)                     | 1 (34)                     | 11 (52)                    |
| 平均最低気温 °C （°F）     | −6 (22)                    | −6 (22)                    | −1 (30)                    | 3 (37)                     | 7 (45)                     | 11 (51)                    | 12 (54)                    | 12 (53)                    | 8 (47)                     | 4 (39)                     | 0 (32)                     | −3 (26)                    | 3 (38)                     |
| 降水量 mm （inch）         | 28 (1.1)                   | 28 (1.1)                   | 30 (1.2)                   | 41 (1.6)                   | 64 (2.5)                   | 79 (3.1)                   | 79 (3.1)                   | 71 (2.8)                   | 50 (2)                     | 36 (1.4)                   | 41 (1.6)                   | 36 (1.4)                   | 589 (23.2)                 |
| 出典：Weatherbase          |                            |                            |                            |                            |                            |                            |                            |                            |                            |                            |                            |                            |                            |

## ゆかりの人々

### ザモシチ出身者
生年順
- フルィゼーリダ・ヴィシュネヴェーツィカ（ザモイスカ）（ウクライナ語版） (en) (1623年 – 1672年) – ヤレーマ・ヴィシュネヴェーツィクィイ公夫人、ミハウ・コリブト・ヴィシニョヴィエツキの母。
- ヤン・ザモイスキ (en) (1627年–1665年) – 最大のマグナート（貴族階級）のひとつザモイスキ家の第3代オルディナト。ザモシチ領（英語版）を所領した。
- Solomon Ettinger (en) (1802年–1856年) – 19世紀のイディッシュ語・ヘブライ語劇作家、詩人、作詞家、童話作家。
- アレクサンダー・ツェーデルボイム（英語版）[5] (1816–1893) – ポーランド系ロシア人のジャーナリスト、「 Ha-Meliẓ」他ロシア語とイディッシュ語の定期刊行物の創刊者で編集人。
- イツハク・レーブ・ペレツ (1852年–1915年) – イディッシュ語の作家、劇作家。
- ローザ・ルクセンブルク (1871年–1919年) – マルクス主義の思想家、哲学者、エコノミストでポーランド系ユダヤ人の活動家。ドイツに帰化。
- レオポルト・スクルスキ （en）(1878年–1940年) – ポーランド大統領、任期は 1919年から1920年。
- Joseph Epstein (en) (1911年–1944年) – 第二次世界大戦中のフランスで活動した共産主義活動のリーダー、通称Gilles大佐。
- Tauba Biterman (en) (1918年 – ) – ホロコーストの語り部。第二次世界大戦中にドイツ他で潜伏生活を送った。
- Mordechai Strigler (en) (1921年–1998年) – イディッシュ語の作家。
- Irene Lieblich (en) (1923年–2008年) – 画家。ポーランド出身のノーベル賞作家アイザック・バシェヴィス・シンガー（アメリカ）の作品の挿絵で知られる。
- マレク・グレフタ (1945年–2006年) – 歌手、 詩人、作曲家、作詞家。
- Adam Niklewicz (en) (1957年 – ) – アメリカの彫刻家、イラストレーター。
- Zbigniew Nowosadzki (en) (1957年 – ) – 画家。
- Anna Jakubczak (en) (1973年 – ) – 陸上選手。2004年アテネオリンピックで1500ｍ走7位、自己ベストのタイムを記録[6]。
- プシェミスワフ・ティトン (1987年 – ) – プロサッカー選手。オランダ国内リーグ最上位リーグエールディヴィジのPSVアイントホーフェン所属、ゴールキーパー。
- Mateusz Prus (en) (1990年 – ) – プロサッカー選手、オランダの最上位リーグのローダJC所属。

座標: 北緯50度43分14秒 東経23度15分31秒 / 北緯50.72056度 東経23.25861度

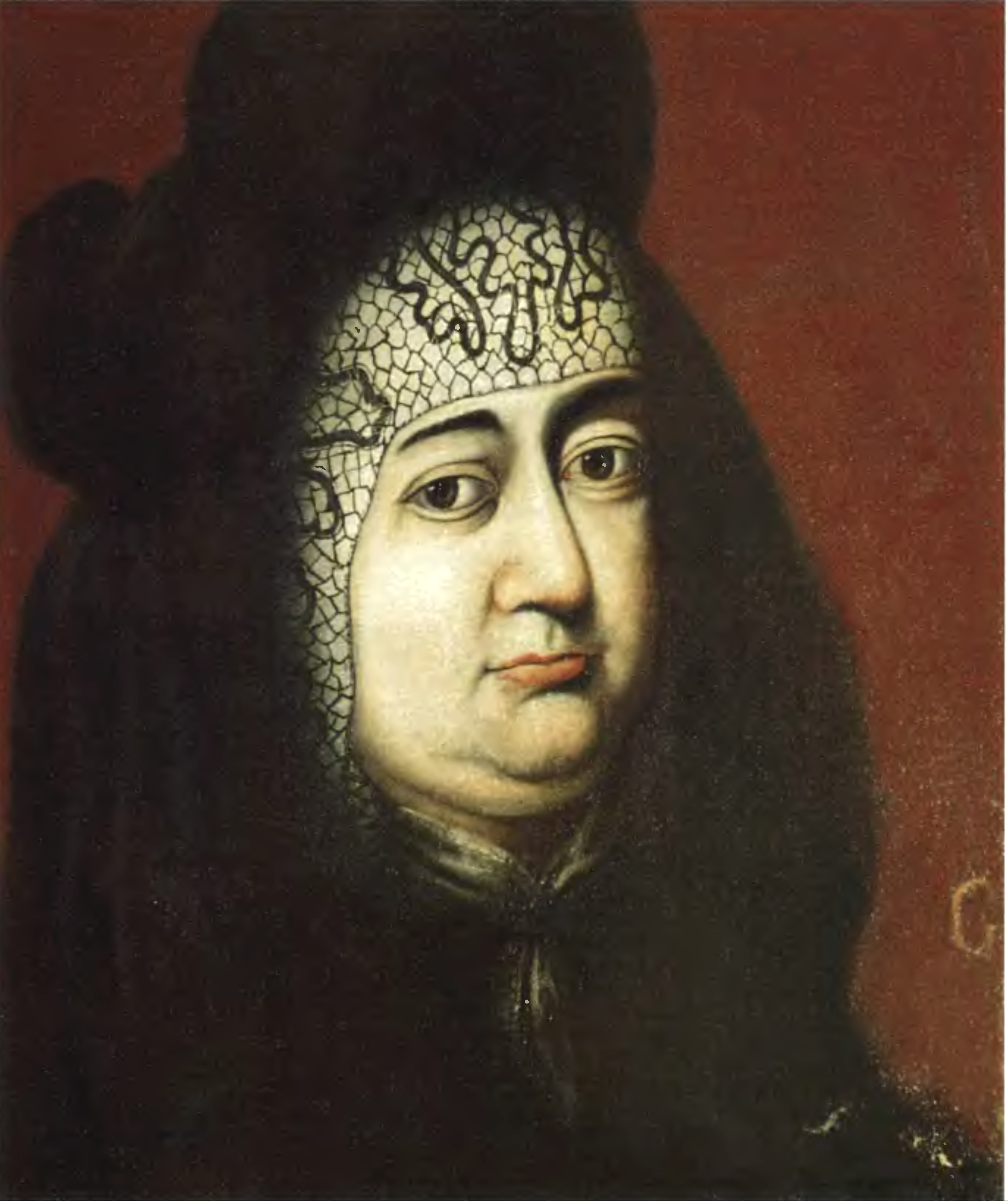
フルィゼーリダ・ヴィシュネヴェーツィカ (1623年–1672年) (ウクライナ語版)
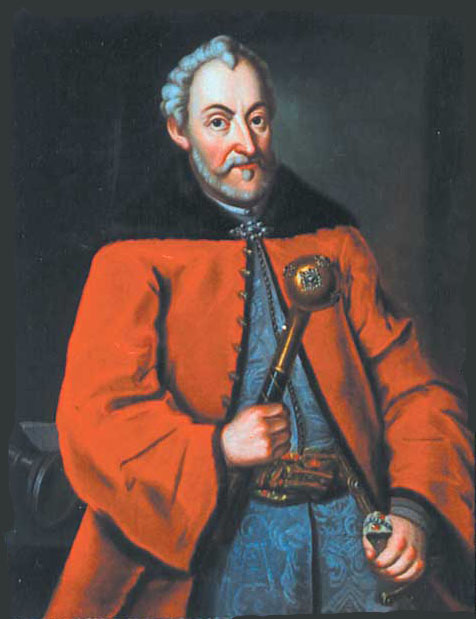
ポーランド・リトアニア共和国宰相ヤン・ザモイスキ (1627年–1665年) (英語版)
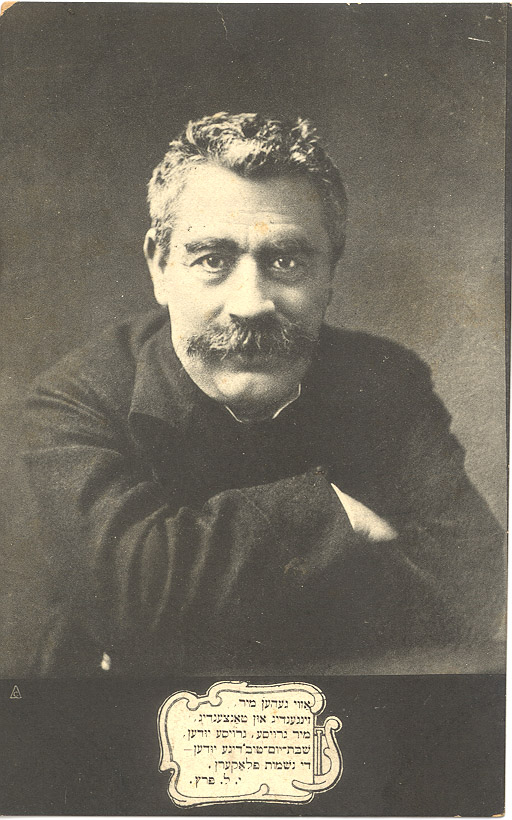
イツハク・レーブ・ペレツ (1852年–1915年)
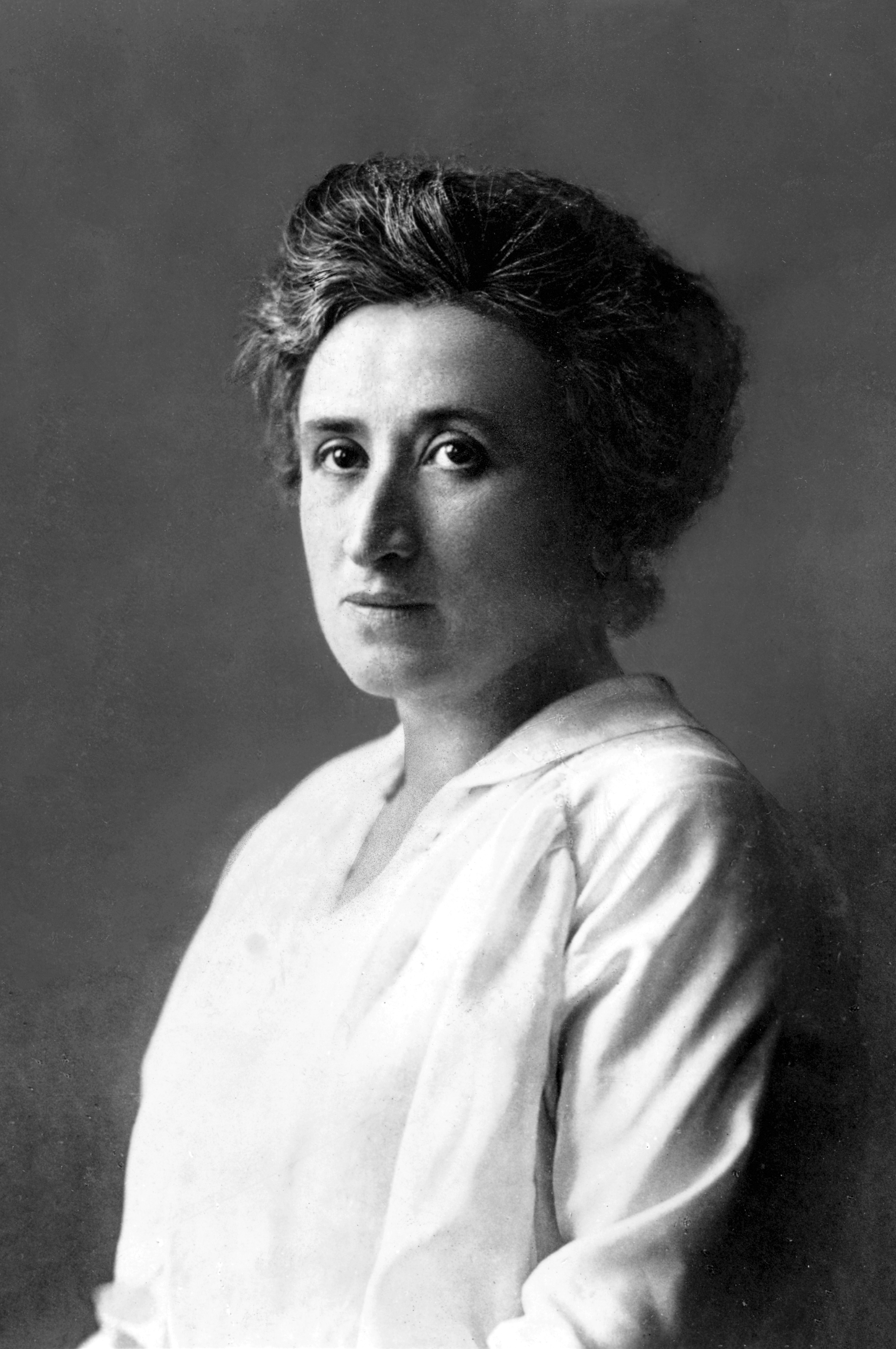
ローザ・ルクセンブルク (1871年–1919年)
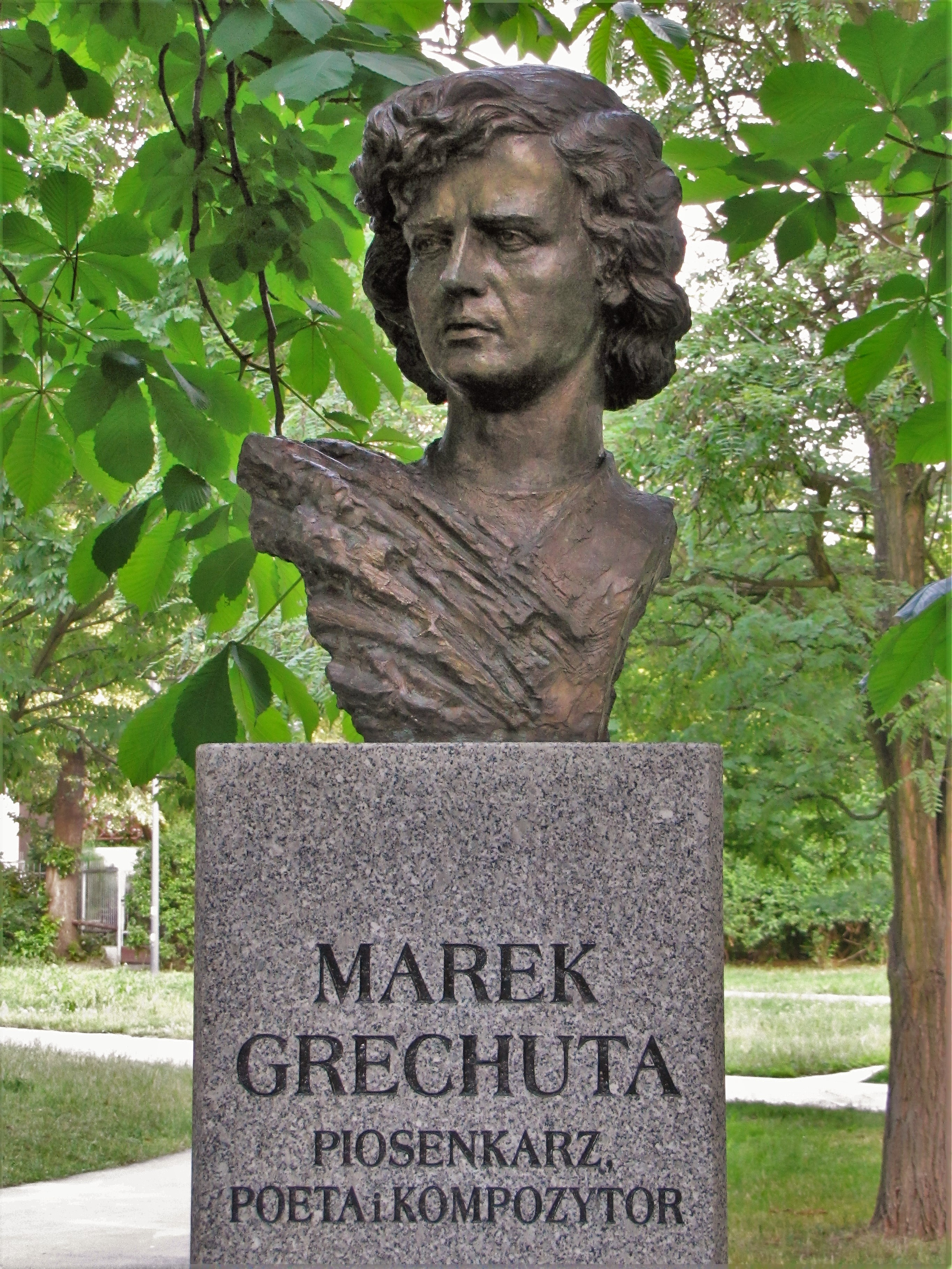
マレク・グレフタ (1945年–2006年)
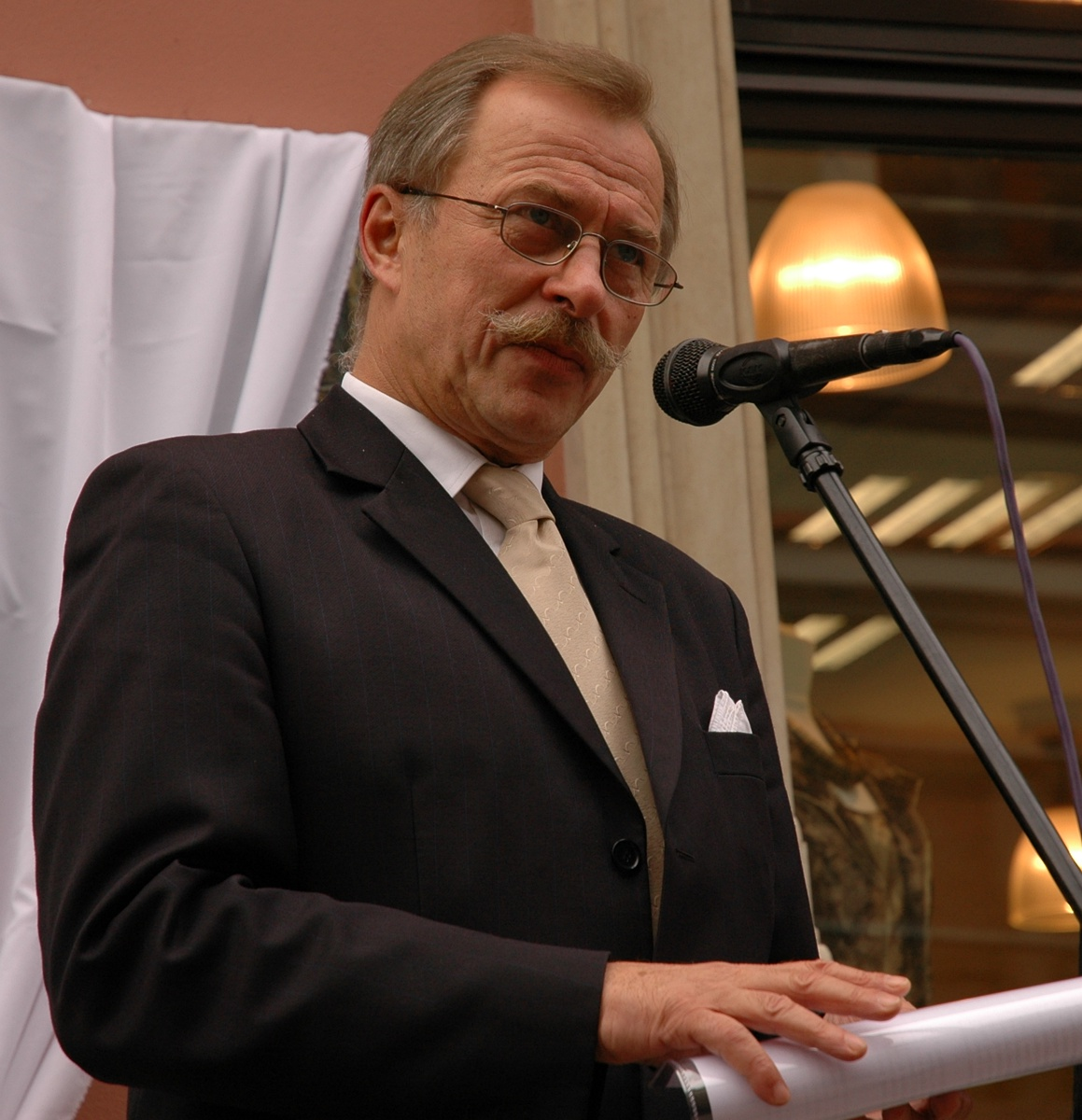
マルチン・ザモイスキ元市長 (1947年–　) (ポーランド語版)

## 姉妹都市
世界遺産都市同士との提携のほか、ザモシチの姉妹都市は以下のとおりである（提携年順）
。
| - シュヴェービッシュ・ハル、ドイツ (1989年) - ジョーウクヴァ、ウクライナ (1991年) - ラフバラー、イギリス (1998年) - バルデヨフ、スロバキア (2003年) - ルーツィク、ウクライナ (2005年) - シギショアラ、ルーマニア (2007年) - ヴァイマル、ドイツ (2012年) - ファウンテン・ヒルズ (アリゾナ州)、アメリカ合衆国 (2014年) |

友好都市
- カッシーノ、イタリア
- スームィ、ウクライナ